# 华狮电影
华狮电影（英語：China Lion Film）是一家华语电影发行商。公司在北美、爱尔兰、英国与澳洲有发行业务。

## 历史
2010年由蒋燕鸣创立。2016年，华人文化投资华狮电影，双方成立“中国电影·普天同映”平台。

## 发行作品
- 我和我的家乡 2020
- 姜子牙 2020